# Pierre Delanoë

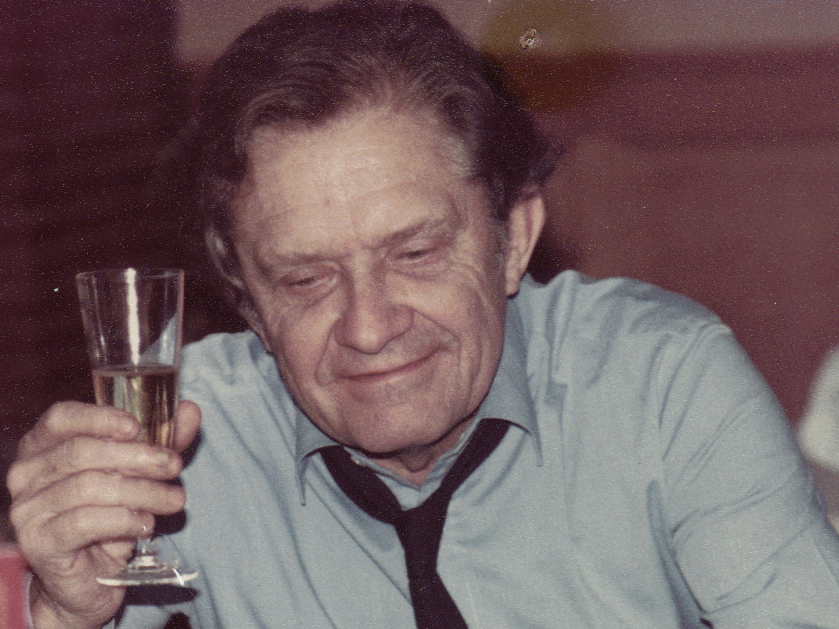
Pierre Delanoë, 1982

Pierre Delanoë, pseudoniem van Pierre Charles Marcel Napoléon Leroyer, (Parijs, 16 december 1918 - aldaar, 27 december 2006) was een Franse tekstschrijver.

## Biografie
Delanoë ging school op de école des oratoriens, een rooms-katholieke middelbare school, en na een rechtenstudie werkte hij bij de belastingen, eerst als ontvanger, later als inspecteur. Na de oorlog ontmoette hij Gilbert Bécaud en begon hij onder de achternaam van zijn grootmoeder een carrière als schrijver van chansons voor talloze Franse zangers. Hij schreef meer dan vierduizend verschillende teksten die hij schijnbaar moeiteloos uit zijn mouw schudde en goed waren afgestemd op het karakter van de verschillende artiesten. Hierom werd hij door de Fransen wel L'homme de quatre mille chansons (vertaald: 'de man van de vierduizend chansons') genoemd.

## Nalatenschap
Bekende hits met teksten van zijn hand zongen onder meer Gilbert Bécaud (Mes mains, Le jour où la pluie viendra, Nathalie), Édith Piaf (La Goualante du pauvre Jean), Tino Rossi (Deux amants), Nana Mouskouri (Que c'est bon la vie, Adieu Angelina), Michel Fugain (Une belle histoire), Joe Dassin (Les Champs Élysées), Charles Aznavour, Michel Sardou (Les Lacs du Connemara) en Dalida.
De laatste jaren liet Delanoë zich herhaaldelijk negatief uit over de popmuziek van de huidige tijd. De zangers en zangeressen "blaften en miauwden" in zijn ogen alleen nog maar en over rap zei hij: ik geef toe dat rap een vorm van expressie voor primitieve figuren is.
Pierre Delanoë overleed op 88-jarige leeftijd.
- Biblioteca Nacional de España: XX1044657
- Bibliothèque nationale de France: cb11899210k (data)
- CiNii: DA08850450
- Gemeinsame Normdatei: 118839969
- International Standard Name Identifier: 0000 0000 8127 1865
- Library of Congress Control Number: n85178055
- Nationale Bibliotheek van Letland: 000096884
- MusicBrainz: dac9570a-b380-40ec-af47-c8c0dae5810e
- Nationale Bibliotheek van Tsjechië: xx0104015
- Nationale Bibliotheek van Israël: 987007466713805171
- Nederlandse Thesaurus van Auteursnamen: 070783187
- SNAC: w6446gz2
- Système universitaire de documentation: 026818981
- Virtual International Authority File: 49224229
- WorldCat: E39PBJw4CqWgjkwWWw6PKKHwG3